# Rävatjärnen (Älvsby socken, Norrbotten)
Rävatjärnen är en sjö i Älvsbyns kommun i Norrbotten och ingår i Piteälvens huvudavrinningsområde. Sjön har en area på 0,0756 kvadratkilometer och ligger 216 meter över havet.

## Delavrinningsområde
Rävatjärnen ingår i det delavrinningsområde (731896-171192) som SMHI kallar för Mynnar i Piteälvens vattendragsyta. Medelhöjden är 197 meter över havet och ytan är 56,31 kvadratkilometer. Räknas de 2 avrinningsområdena uppströms in blir den ackumulerade arean 81,93 kvadratkilometer. Övre Pansikån som avvattnar avrinningsområdet har biflödesordning 2, vilket innebär att vattnet flödar genom totalt 2 vattendrag innan det når havet efter 77 kilometer. Avrinningsområdet består mestadels av skog (71 procent) och sankmarker (16 procent). Avrinningsområdet har 0,38 kvadratkilometer vattenytor vilket ger det en sjöprocent på 0,7 procent.